# Changyi
Changyi is een stad met meer dan 600.000 inwoneren in de prefectuur Jilin in de provincie Jilin van China. Changyi hoort bij het arrondissement Changyi. 